# Нико Вилијамс
Николас Вилијамс Артуер (шп. Nicholas Williams Arthuer; Памплона, 12. јул 2002) је шпански фудбалер који тренутно наступа за Атлетик Билбао. Игра на позицији крилног нападача.
Вилијамс је рођен у граду Памплона у аутономној заједници Навари, Баскија, од родитеља досељених из Гане. Његов старији брат Ињаки је исто фудбалер, наступа за Атлетик Билабо и репрезентацију Гане.

## Успеси
Атлетик Билбао
- Куп Шпаније (1) : 2023/24.[7]
- Суперкуп Шпаније (финале) : 2021/22.[8]

 Шпанија
- Европско првенство (1):  2024.[9]

Појединачни
- Играч месеца у Ла лиги: август 2023,[10] децембар 2023.[11]
- Играч утакмице финала Европског првенства: 2024.[12]